# White Hunter Black Heart
White Hunter Black Heart is een Amerikaanse avonturenfilm uit 1990 onder regie van Clint Eastwood.

## Verhaal
De cineast John Wilson draait een film op locatie in Afrika. Hij raakt er bezeten van de olifantenjacht. Terwijl de filmploeg bezig is met de voorbereiding van de opnamen, concentreert Wilson zich vooral op vrouwen en olifanten. Hij maakt ruzie met nagenoeg iedereen en terwijl het hele filmproject op de rand van de financiële achtergrond balanceert, gaat hij in het oerwoud op jacht naar een olifant.

## Rolverdeling
| Acteur             | Personage              |
| ------------------ | ---------------------- |
| Clint Eastwood     | John Wilson            |
| Jeff Fahey         | Pete Verrill           |
| Charlotte Cornwell | Juffrouw Wilding       |
| Norman Lumsden     | Butler George          |
| George Dzundza     | Paul Landers           |
| Edward Tudor-Pole  | Reissar                |
| Roddy Maude-Roxby  | Thompson               |
| Richard Warwick    | Basil Fields           |
| John Rapley        | Wapenhandelaar         |
| Catherine Neilson  | Irene Saunders         |
| Marisa Berenson    | Kay Gibson             |
| Richard Vanstone   | Phil Duncan            |
| Jamie Koss         | Mevrouw Duncan         |
| Anne Dunkley       | Meisje in de nachtclub |
| David Danns        | Man in de nachtclub    |